# Klas Malmborg
Klas Alfred Malmborg, född 23 juli 1865 i Ryssby församling, Kalmar län, död 28 juni 1930 i Engelbrekts församling, Stockholms stad, var en svensk godsägare och riksdagspolitiker (i Högerpartiet).
Som riksdagsman var Malmborg ledamot av andra kammaren 1909–1911, och tillhörde därefter första kammaren 1912–1917.